# Війна кріі та скруллів
«Війна кріі та скруллів» (англ. Kree—Skrull War) — сюжетна арка, яка була представлена в коміксі видавництва Marvel Comics The Avengers починаючи з № 89 (червень 1971) і закінчуючи № 97 (березень 1972). Написана Роєм Томасом і намальована Селом та Джоном Бушема, а також Нілом Адамсом.
«Війна кріі та скруллів» примітна своїм космічним масштабом міжзоряної війни, великим набором персонажів, використання метафори та алегорії (наприклад, стосовно Джозефа Маккарті та HCUA), і запровадженням романтичних відносин між Віженом та Багряною відьмою, які стали постійною темою для обох персонажів (і Месників) на довгі роки. Арка вважається критиками яскравим моментом своєї епохи, і являє собою кульмінацію низки визначних робіт Томаса та Адамса того періоду, які почалися з запуску серії Uncanny X-Men у 1969.

## Історія публікації
Сценарист Рой Томас сказав, що у нього не було «геніального плану» у написанні сюжетної лінії, окрім ідеї про дві «хижацькі, галактичні раси… у стані війни в далекому просторі космосу, і їхній конфлікт може загрожувати втягненням Землі в нього, перетворивши нашу планету в космічний еквівалент якогось тихоокеанського острова під час Другої світової війни». У цьому відношенні, Томас був натхненний романом Реймонда Ф. Джонса «Цей острів Земля» (1952).
У 2000, майже через тридцять років після оригінального видання «Війна кріі та скруллів», Marvel випустила всю сюжетну арку у вигляді книги в м'якій обкладинці.

## Колекційні видання
- «Месники: Війна кріі та скруллів» (англ. The Avengers: Kree-Skrull War; 208 ст.)
  - серпень 2000 (ISBN 0-7851-0745-2)
  - травень 2008 (ISBN 0-7851-3230-9)

## Поза коміксів

### Телебачення
- Адаптація сюжетної арки мала відбутися в анімаційному серіалі «Срібний серфер[en]», але цьому завадило закриття серіалу в 1998.
- У другому сезоні «Загіну супергероїв», під час мирної конференції між кріі та скруллами зникає Капітан Марвел, що змушує Загін розслідувати це. Після того, як Загін захопили скрулли, Сокіл використав свій козир у вигляді Багряної відьми, завершивши війну між кріі та скруллами і перемігши справжнього Таноса, проте він втік.
- В анімаційному серіалі «Месники: Могутні герої Землі», Канг заявив, що війна кріі та скруллів незабаром відбудеться на Землі, а втручення Капітана Америка на неправильному боці спричинить знищення людства.

### Фільми
- Кевін Файгі підтвердив, що майбутній фільм «Капітан Марвел» запозичує деякі елементи з арки «Війна кріі та скруллів».